# Sohrschied
Sohrschied település Németországban, Rajna-vidék-Pfalz tartományban. Lakosainak száma 108 fő (2023. december 31.). Sohrschied Dill, Laufersweiler, Gösenroth, Schwerbach, Lindenschied, Hecken és Dillendorf községekkel határos.

## Népesség
A település népességének változása:
| Lakosok száma | 106  | 114  | 114  | 112  | 108  | 108  |
|               | 1975 | 2017 | 2019 | 2021 | 2022 | 2023 |